# ある貴紳のための幻想曲
ある貴紳のための幻想曲（あるきしんのためのげんそうきょく、Fantasía para un gentilhombre）は、ホアキン・ロドリーゴが作曲したギターと管弦楽のための協奏曲である。

## 概要
「アランフエス協奏曲」の作曲から15年を経た1954年の秋に、ギター界の巨匠アンドレス・セゴビアの依頼で作曲された。ロドリーゴのギターと管弦楽のための協奏曲の2番目の作品となるが、ここでは古典的な協奏曲の形式にはとらわれない、自由で幻想的な4楽章の組曲に仕上げている。そして、詩人でピアニストのビクトリア夫人の弾くガスパル・サンスの小品をふと耳にしたのが、この作品を作る切っ掛けになったという。
ガスパル・サンスは17世紀スペインの作曲家で、バロック・ギターの名手でもあった。サンスが教則本として著した「スペイン・ギターによる音楽教育」には多くの舞曲が含まれており、ロドリーゴはその中から6曲を選び、彼なりの創意を加味してこのギターと管弦楽のための幻想曲を完成させた。タイトルにある「貴紳」とは、原語で「宮廷に仕える紳士」という意味であるが、この曲集の素材を提供したサンスと委嘱者であるセゴビアの両者を指すとも言われる。
初演は3年後の1958年3月5日、サンフランシスコでセゴビアのギター、エンリケ・ホルダ指揮のサンフランシスコ交響楽団で行なわれた。

## 編成
独奏ギター、ピッコロ、フルート、オーボエ、ファゴット、トランペット、弦五部

## 構成
4楽章構成で、演奏時間は約20分である。
- 第1楽章 ビリャーノとリチェルカーレ（イ長調→イ短調、Adagietto-Andante moderato）
- 第2楽章 エスパニョレータとナポリ騎兵隊のファンファーレ（イ短調→ニ長調→イ短調、Adagio-Allegretto, molto ritmico-Tempo de Españoleta）
- 第3楽章 たいまつの踊り（ヘ長調→ニ短調、Allegro con brio）
- 第4楽章 カナリオ（ニ長調、Allegro ma non troppo）